# ビアッソーノ
ビアッソーノ（伊: Biassono）は、イタリア共和国ロンバルディア州モンツァ・エ・ブリアンツァ県にある、人口約12,000人の基礎自治体（コムーネ）。

## 地理

### 位置・広がり

#### 隣接コムーネ
隣接するコムーネは以下の通り。
- アルコレ
- レズモ
- リッソーネ
- マケーリオ
- モンツァ
- ヴェダーノ・アル・ランブロ
- ヴィッラサンタ

### 気候分類・地震分類

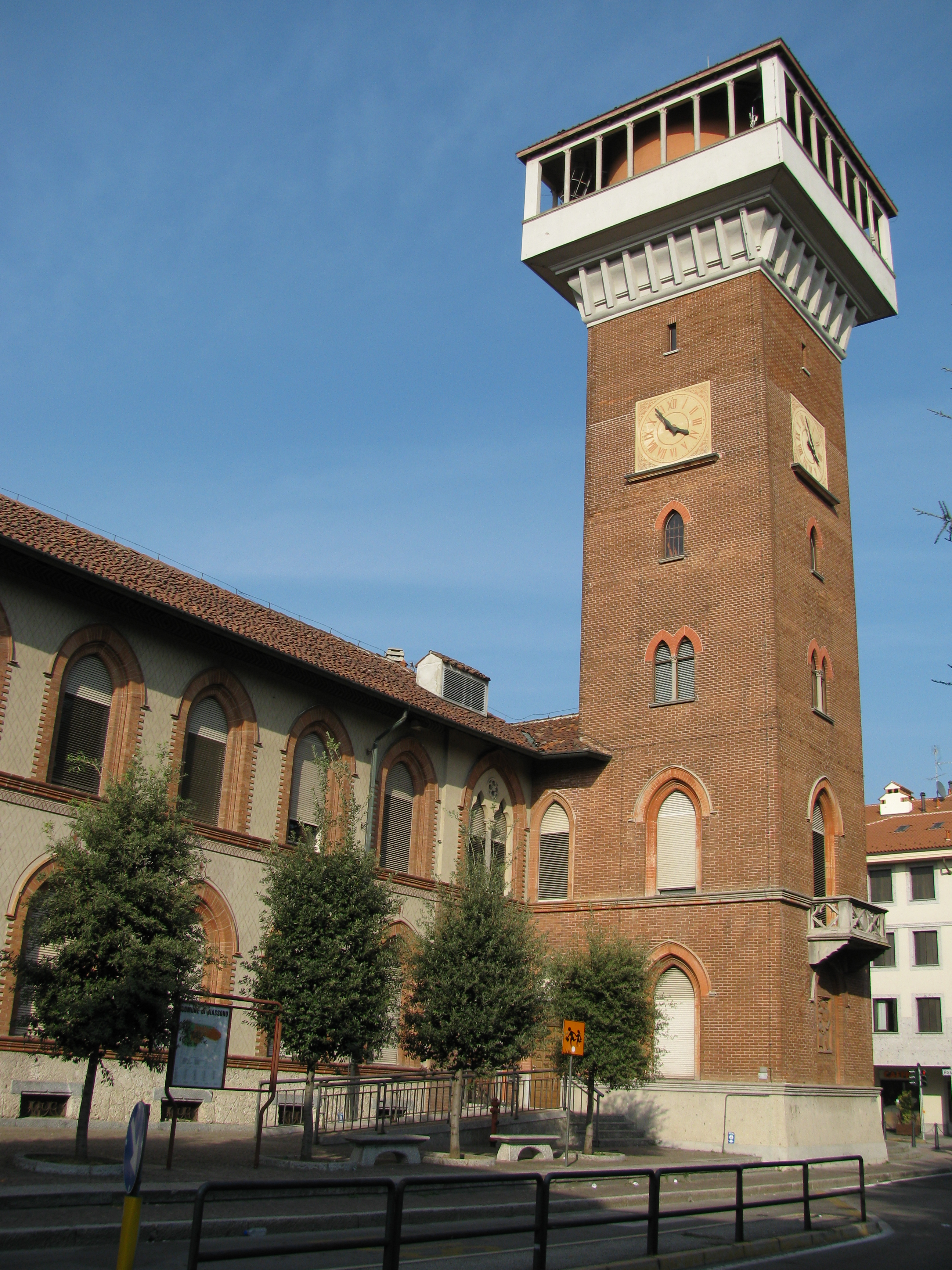
Torre dell'Acquedotto visibile in p.za Italia.

気候分類では、zona E, 2447 GGに分類される。
また、イタリアの地震リスク階級 (it) では、zona 3 (sismicità bassa) に分類される。

## 姉妹都市
- Minusio、スイス 2010年